# Amplirhagada pusilla
Amplirhagada pusilla är en snäckart som beskrevs av Alan Solem 1981. Amplirhagada pusilla ingår i släktet Amplirhagada och familjen Camaenidae. Inga underarter finns listade i Catalogue of Life.